# Ludwig Weißauer
Ludwig Weißauer  (* 2. November 1900 in Prien am Chiemsee; † 23. Februar 1973 in München) war ein deutscher Jurist und Journalist. Weißauer war in den frühen 1930er Jahren führend in der NS-Presse tätig, während des Zweiten Weltkriegs nachrichtendienstlich tätig und in den 1950er Jahren Mitglied des Bayerischen Senats.

## Leben und Tätigkeit

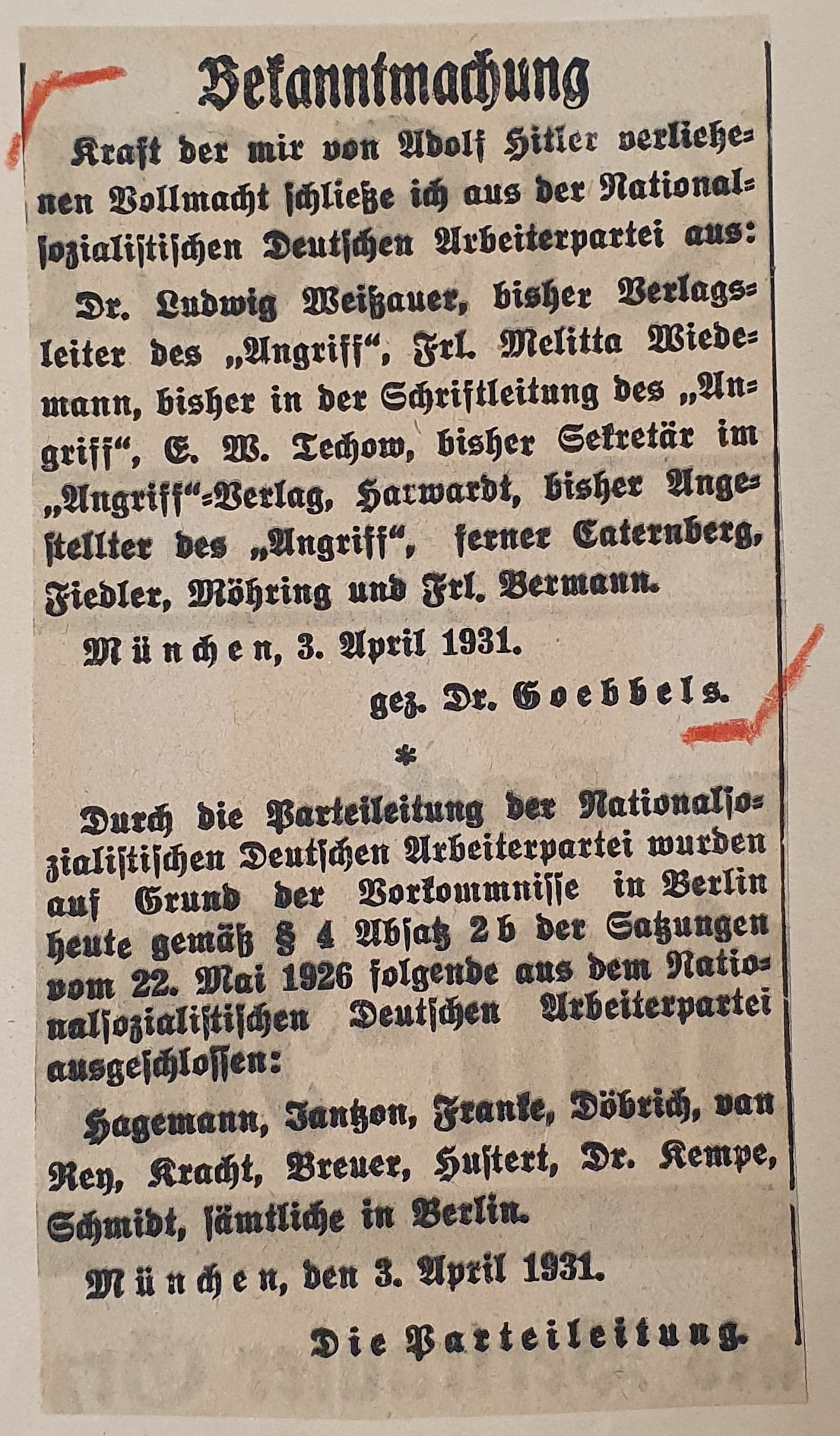
Bekanntgabe des Ausschlusses von Ludwig Weißauer und anderen Angehörigen der Angriffs-Redaktion aus der NSDAP im April 1931 durch Joseph Goebbels, veröffentlicht im Völkischen Beobachter vom 5./6./7. April 1931 (Karwochenendsausgabe).

Weißauer besuchte das Gymnasium in Freising und danach das Ludwigsgymnasium in München, wo er auch das Abitur ablegte. Anschließend studierte er Rechtswissenschaften und Volkswirtschaft an den Universitäten Würzburg und München. 1924 bestand er die Erste juristische Staatsprüfung. 1925 wurde er München 1925 zum Dr. oec promoviert. 1927 bestand er die Große juristische Staatsprüfung. Von 1927 bis 1929 arbeitete er für das Internationale Arbeitsamt. Zum 1. November 1929 wurde Weißauer in die NSDAP aufgenommen (Mitgliedsnummer 160.076).
Seit 1930 gehörte Weißauer der Redaktion der von Joseph Goebbels herausgegebenen nationalsozialistischen Tageszeitung Der Angriff, dem Berliner Parteiorgan der NSDAP, an. Von November 1930 bis April 1931 war er für den Bereich „Wirtschaft“ dieser Zeitung verantwortlich. Zugleich hatte er während dieser Monate die Stellung des Geschäftsführers der Angriffsverlags GmbH inne. In diesen Stellungen galt Weißauer als Protegé von Goebbels, der ihn 1930 und 1931 wiederholt wohlwollend in seinem Tagebuch erwähnte.
Anfang 1931 erschien die von Weißauer verfasste Schrift Wege zur Diktatur. Diese enthielt Armin Mohler zufolge „Überlegungen über den Weg des Nationalsozialismus, Goebbels, Stennes, Stahlhelm usw.“
Während der sogenannten Stennes-Revolte vom April 1931, einer Erhebung der Berliner SA unter ihrem Kommandeur Walther Stennes, gegen den politischen Kurs der Parteileitung der NSDAP, schlug Weißauer sich auf die Seite der SA-Rebellen: Am 1. April 1931 besetzte ein großer SA-Trupp gewaltsam das Berliner Gauhaus der NSDAP in der Hedemannstraße, in dem sich die Geschäftsräume des Gaues Berlin sowie die Redaktionsräume des Angriffs befanden. Die SA übernahm für einige Tage die Kontrolle über das Gebäude und über die Goebbels'sche Zeitung. Goebbels wurde von Stennes als Gauleiter für abgesetzt erklärt. Weißauer lief zu den Parteirebellen über und machte in den ersten Apriltagen mit ihnen gemeinsame Sache. Unter anderem half er dabei, den Angriff vom 2. April 1931 (der unter der Herausgeberschaft Stennes’ anstatt Goebbels’ erschien), in dem die Aufständischen ihre revolutionären Pronunciamentos verkündeten, ihr gegen die Parteileitung gerichtetes Handeln begründeten und Goebbels des Verrats an den Idealen der Bewegung bezichtigten, zu redigieren.
Goebbels reagierte auf das Überlaufen eines seiner engsten Mitarbeiter auf die Seite der Parteirebellen, indem er diesen kraft seiner Amtsbefugnisse als Berliner Gauleiter aus der NSDAP ausstieß und ihn außerdem aus seinem Anstellungsverhältnis beim Angriff entließ. Goebbels’ Tagebuch zufolge traf die Zusammenarbeit Weißauers mit den Parteirebellen ihn emotional schwer. So finden sich im April 1931 in Goebbels’ Tagebuch Bemerkungen mit Blick auf Weißauer, wie: "Weißauer hat einen unfaßlichen Treubruch gegen die Bewegung und gegen mich begangen. Ich kann das nicht verstehen.", "Dieser Mann ist eine der schwersten Enttäuschungen meines Lebens.", "Entsetzliche Enttäuschung! Ich werde nur schwer darüber kommen!"
Nach seinem Ausschluss aus der NSDAP ließ Weißauer sich als Rechtsanwalt in Berlin nieder. Er beschrieb seine Tätigkeit in den folgenden Jahren später selbst mit dem Resümee: „Ständige Bearbeitung wirtschaftlicher Fragen, vor allem über Arbeitseinsatz im Kriegsgebiet. Untersuchungen darüber während des spanischen Bürgerkrieges, des italienisch-absessinischen und des japanisch-chinesischen Krieges in diesen Ländern. Für verschiedene Reichsdienststellen auch für das OKW tätig.“
In späteren Jahren wurde Weißauer erneut in die NSDAP aufgenommen.
Am 13. Juli 1940 bewarb sich Weißauer um eine Verwendung als Beamter auf Kriegsdauer im Geschäftsbereich des Reichsluftfahrtministeriums. Am 16. Juli führte er deswegen ein persönliches Gespräch mit Graf Baudissin, der als Regierungsrat hierfür zuständig war. Er wurde schließlich im Oktober 1940 überplanmäßig beim Luftgaukommando Hamburg eingestellt.
Während des Zweiten Weltkriegs wurde Weißauer als Agent des Sicherheitsdienstes der SS zu diplomatischen Geheimmissionen nach Skandinavien entsandt.
Am 15. April 1945 geriet Weißauer mit seiner Dienststelle dem "Inspizienten für das ausländisches Personal Ost" wahrscheinlich in Marienbad in amerikanische Kriegsgefangenschaft.
Während der Entnazifizierung wurde keine Belastung Weißauers bekannt. Nach dem Krieg war Weißauer wieder anwaltlich tätig, wobei er u. a. für den DGB tätig war. Günther W. Gellermann kennzeichnet es als verwunderlich, dass er nicht nur seiner anwaltlichen Tätigkeit wieder nachging, sondern ausgerechnet die Nähe jener suchte, die von dem Regime, für das er tätig gewesen war, „erbittert bekämpft und verfolgt“ worden waren. Die Gefahr, dass Nachforschungen zu seiner Vergangenheit angestellt werden könnten, scheint ihn, Gellermann zufolge, nicht beunruhigt zu haben. Auf Vorschlag des DGB-Landesbezirks wurde er am 1. August 1957 zum Mitglied des Bayerischen Senats gewählt. Diesem Gremium gehörte er bis zum 31. Dezember 1961 an. In seinem für das Handbuch des Bayerischen Senats angefertigten Lebenslauf schrieb Weißauer über seine Kriegsaktivitäten nur sparsam „von 1940 – 1945 Kriegsdienst in der Luftwaffe“.

## Schriften
- Verbot der Lohnarbeit Verheirateter Frauen? Eine Studie über Lohnarbeiterin und Mutter der Familie, München 1929. (Dissertation)
- Wege zur Diktatur. Die kommende Front der Soldaten, Berlin 1931.